# Habronattus ophrys
Habronattus ophrys är en spindelart som beskrevs av Griswold 1987. Habronattus ophrys ingår i släktet Habronattus och familjen hoppspindlar. Inga underarter finns listade i Catalogue of Life.